# She's Like the Wind
She's Like the Wind ("Lei è come il vento") è una canzone del 1987 eseguita dall'attore Patrick Swayze, per la colonna sonora del film Dirty Dancing - Balli proibiti.
Scritta dallo stesso Swayze assieme a Stacy Widelitz, la canzone era stata originariamente scritta per la colonna sonora del film del 1984 Bulldozer, ma infine non più utilizzata. Nel 1986, durante la produzione di Dirty Dancing - Balli proibiti, Swayze presentò ai produttori e al regista del film un demo del brano.
La canzone è stata registrata nel novembre del 1986, con la produzione di Michael Lloyd e la partecipazione, come controvoce femminile, di Wendy Fraser.
Grazie al successo del film, la colonna sonora diviene un successo internazionale, che staziona nei primi posti delle classifiche mondiali. Negli Stati Uniti la colonna sonora è rimasta alla posizione numero 1 per oltre 19 settimane. She's Like the Wind ha raggiunto la posizione numero 3 della Billboard Hot 100.
Per il brano è stato realizzato anche un videoclip in bianco e nero, in cui si intervallano le immagini del film con primi piani di Patrick Swayze che esegue la canzone.

## Tracce
7" single
1. "She's Like the Wind" — 3:49
2. "Stay" (by Maurice Williams and the Zodiacs) — 1:34

12" maxi
1. "She's Like the Wind" (The Joker mix) — 7:58
2. "She's Like the Wind" (Jens O. remix) — 7:12
3. "She's Like the Wind" (Phonkilloves the 80's mix) — 8:45

CD single
1. "She's Like the Wind" — 3:49
2. "Stay" (by Maurice Williams and the Zodiacs) — 1:34

## Cover
Nel corso degli anni molti artisti hanno realizzato diversi rifacimenti:
- Lumidee ha realizzato una cover con la partecipazione di Tony Sunshine ed inclusa nell'album Unexpected. Lumidee esegue un rap inedito mentre Tony Sunshine canta i versi originali della canzone. Il brano è entrato nella Top 20 della classifica statunitense.
- Vibekingz ha reinterpretato il brano con la partecipazione di Maliq. La cover è entrata alla numero 2 in Germania e ha stazionato nella Top Ten per due mesi.
- Il cantante svizzero Patrick Nuo ha rifatto la canzone nel 2004.
- David Hasselhoff ha realizzato una sua versione di She's Like the Wind che ha incluso in un suo greatest hits, che ha avuto un buon successo in Germania.
- Gli Ultrabeat hanno reinterpretato la canzone e l'hanno inserita nell'album del 2008 Discolights: The Album.
- Una cover realizzata da Jan Wayne è stata inserita nell'album Back Again.

## Classifiche
| Classifica (1988)                            | Posizione |
| -------------------------------------------- | --------- |
| Austrian Singles Chart                       | 15        |
| Dutch Singles Chart                          | 13        |
| German Singles Chart                         | 14        |
| Irish Singles Chart                          | 4         |
| Norwegian Singles Chart                      | 7         |
| Swedish Singles Chart                        | 8         |
| Swiss Singles Chart                          | 23        |
| UK Singles Chart                             | 17        |
| U.S. Billboard Hot 100                       | 3         |
| U.S. Billboard Hot Adult Contemporary Tracks | 1         |
| Classifica (1992-1993)                       | Posizione |
| French SNEP Singles Chart                    | 7         |